# Watcharaphon Chumking
Watcharaphon Chumking (thailändisch วัชรพล ชุ่มกิ่ง, * 17. Februar 1999) ist ein thailändischer Fußballspieler.

## Karriere
Watcharaphon Chumking stand bis Ende 2020 beim Ayutthaya United FC unter Vertrag. Der Verein aus Ayutthaya spielte in der zweiten Liga, der Thai League 2. Im Dezember 2020 wurde sein Vertrag nicht verlängert. Von Januar 2021 bis Juni 2021 war er vertrags- und vereinslos. Zu Beginn der Saison 2021/22 wurde er am 1. Juli 2021 vom Zweitligisten Udon Thani FC aus Udon Thani unter Vertrag genommen. Hier kam er in Hinserie in der zweiten Liga nicht zum Einsatz. Zur Rückrunde wechselte er am 1. Januar 2022 zum Ligakonkurrenten Customs Ladkrabang United FC. Sein Zweitligadebüt für den Klub aus der Hauptstadt Bangkok gab Watcharaphon Chumking am 29. Januar 2022 (21. Spieltag) im Heimspiel gegen den Chiangmai FC. Hier wurde er in der 90. Minute für Nantawat Suankaew eingewechselt. Das Spiel endete 0:0. In der Rückrunde kam er fünfmal in der zweiten Liga zum Einsatz. Im August 2022 wechselte er zum ebenfalls in Bangkok beheimateten Zweitligisten Raj-Pracha FC. Am Ende der Saison musste er mit dem Verein den Weg in die dritte Liga antreten. Für Raj-Pracha bestritt er 24 Ligaspiele. Nach dem Abstieg wurde sein Vertrag nicht verlängert.